# Clidemia capituliflora
Clidemia capituliflora är en tvåhjärtbladig växtart som beskrevs av Célestin Alfred Cogniaux. Clidemia capituliflora ingår i släktet Clidemia och familjen Melastomataceae. Inga underarter finns listade i Catalogue of Life.